# Aznauri
Aznauri (georgisch აზნაური, ɑznauri; pl. aznaurni, აზნაურნი / aznaurebi, აზნაურები) war eine Klasse georgischer Adliger; gewöhnlich ist sie vergleichbar dem Grafen, wobei der Titel ursprünglich auf alle Adligen angewandt und im Spätmittelalter immer mehr auf die Barone und die niederen Adligen beschränkt wurde.
Der Begriff ist verwandt mit dem Mittelpersischen āzāt-ān, „frei“ oder „adlig“. Auf diese Weise wurden die niedersten Würdenträger in den Inschriften von Hajjiabad von König Schapur I. (240–270) bezeichnet und es gibt Parallelen zu den „azat“ von Armenien. Erstmals erscheint der Begriff im Martyrium der Heiligen Schuschanik, einem hagiographischen Werk aus dem 5. Jahrhundert. Eine spätere Chronik von Leonti Mroweli führt den Begriff „aznauri“ zurück auf den halb-legendarischen Herrscher Azon (das georg. –uri ist ein verbreitetes Adjektiv-Suffix), dessen 1.000 Soldaten ihn im Stich ließen und daraufhin von Azons siegreichen Rivalen Parnawas I. als „aznauri“ bezeichnet wurden. Diese Etymologie ist jedoch nachweislich falsch.
Die Klassenunterschiede im georgischen Feudalen System, dass auch insgesamt als „aznauri“ bezeichnet wird, wurden im 9. und 10. Jahrhundert augenfällig. Eine höhere Klasse wurde durch den Titel „didebuli“ (in etwa: Aznauri, die das Amt des „dideba“ bei Hofe innehatten) abgegrenzt. Später im Mittelalter wurden noch deutlichere Grenzen gezogen zwischen aznauri (Abhängigen Adligen) und tavadi und mtavari (Fürsten der Dynastie); ab dem 15. Jahrhundert wurden die Aznauri als qma (wörtlich „Vasall“) angesprochen, sowohl als weltliche wie kirchliche Würdenträger. Diese Form der Abhängigkeit wurde im Gesetzeskodex von Wachtang VI. zwischen 1705 und 1708 kodifiziert und galt in bestimmten Umfang als batonq’moba sogar noch nach der russischen Annexion von Georgien Anfang des 19. Jahrhunderts. Um 1820 wurde der Status der Aznauri angepasst an den Status des russischen Dworjanstwo.